# イリーナ・ボロビエワ
イリーナ・ボロビエワ（ロシア語: Ирина Воробьёва、1958年6月30日 - 2022年4月12日）は、ソビエト連邦出身の女性フィギュアスケート選手。ロシア語読みでは「イリーナ・ヴァラビヨーヴァ」が近い。
1976年インスブルックオリンピックペアソビエト連邦代表。1981年世界フィギュアスケート選手権ペアチャンピオン。パートナーはイゴール・リソフスキーとアレクサンドル・ウラソフ。

## 経歴
- アレクサンドル・ウラソフと組み、1976年インスブルックオリンピックに出場し、4位。世界フィギュアスケート選手権とヨーロッパフィギュアスケート選手権で4個のメダルを獲得したが、1976-77年シーズンをもってアレクサンドル・ウラソフとのペアを解消し、1978-79年シーズンよりイゴール・リソフスキーとペアを組んだ。
- 1981年ヨーロッパフィギュアスケート選手権優勝し、1981年世界フィギュアスケート選手権優勝。
- アマチュア引退後は、アメリカに渡り現在はコーチ兼振付師として活動を続けている。

## 主な戦績
- 1976-77までアレクサンドル・ウラソフとのペア
- 1978-79よりイゴール・リソフスキーとのペア

| 大会/年          | 1971-72 | 1972-73 | 1973-74 | 1974-75 | 1975-76 | 1976-77 | 1977-78 | 1978-79 | 1979-80 | 1980-81 | 1981-82 | 1982-83 |
| ---------------- | ------- | ------- | ------- | ------- | ------- | ------- | ------- | ------- | ------- | ------- | ------- | ------- |
| オリンピック     |         |         |         |         | 4       |         |         |         |         |         |         |         |
| 世界選手権       |         |         | 6       | 4       | 3       | 2       |         | 4       |         | 1       | 5       |         |
| 欧州選手権       |         |         |         |         | 3       | 2       |         | 2       |         | 1       | 3       |         |
| モスクワ国際     |         | 1       |         |         | 2       |         |         | 3       | 1       | 1       |         |         |
| NHK杯            |         |         |         |         |         |         |         |         | 1       |         |         | 2       |
| スパルタキアード |         |         | 3*      |         |         |         |         |         |         |         |         |         |
| ソビエト選手権   | 2       |         | 3       |         | 1       | 2       |         | 3       | 2       | 2       | 3       | 5       |

- 1974年スパルタキアードの結果は1974年ソビエト連邦フィギュアスケート選手権にも使われた。